# Медаль «За победу в холодной войне»
Медаль «За победу в холодной войне» (США) (англ. Cold War Victory Medal) — официальная награда Национальной Гвардии США штатов Луизианы, Техаса и Аляски и неофициальная памятная награда США. Медаль могут самостоятельно приобретать, без права ношения, военнослужащие Вооружённых сил США и гражданские служащие федерального правительства, имеющие официальный сертификат о прохождении службы в период холодной войны (1946—1991 гг.).
На оборотной стороне американской медали указаны даты: «2 сентября 1945 — 26 декабря 1991».
Аналогичная медаль выпущена в Великобритании: на лицевой стороне изображены стилизованные флаги США, Великобритании и СССР с надписью «THE COLD WAR 1941—1991».

## Предыстория
В 1997 году Сенат и Палата представителей приняли решение о выпуске сертификата «За службу в период холодной войны». В 1998 финансовом году министр обороны подписал указ об издании этого сертификата.
В Вооруженных силах США существует традиция — выпускать мемориальную (небоевую) медаль для участников каждой кампании (см. campaign medal), например, медаль «За службу в Корее» и т. п. Поскольку холодная война тоже в некотором роде война, то после развала СССР американские ветераны вышли с инициативой учреждения награды «За службу в период холодной войны».
В 2001 году Сенат и Палата представителей приняли указ на 2002 финансовый год, в котором говорится: «Конгресс рекомендует министру обороны одобрить… выпуск памятной медали (campaign medal), известной в дальнейшем как „Медаль за службу во время холодной войны“ и к которой будут предоставлены все, находившиеся на службе в вооружённых силах во время холодной войны».
В 2003 году вопрос снова поднимается в Сенате по инициативе сенатора Клинтон, которая предложила обязать министра обороны Рамсфельда учредить медаль «За службу во время холодной войны».

## Законопроекты
В 2005 году инициатива поддерживается конгрессменом Эндрюсом из Палаты представителей, но дело не пошло дальше законопроектов.
Законопроект от 12 мая 2006 года содержал поручение министру обороны США Дональду Рамсфелду разработать дизайн медали. А потом и начать её вручение тем гражданам Соединённых Штатов, которые в годы «холодной войны» (а это несколько десятков лет) находились на действительной военной службе или проходили приравненную к действительной службе учебную подготовку в качестве рядового, сержанта или офицера. Право на получение такой медали предполагалось для тех, кто находился в рядах вооружённых сил США в годы «холодной войны» в течение не менее 180 календарных дней.
В начале апреля 2007 года в обе палаты конгресса США был внесён законопроект об учреждении новой воинской награды за участие в холодной войне (англ. Cold War Service Medal), поддержанный группой сенаторов и конгрессменов от Демократической партии во главе с госсекретарём США Хиллари Клинтон. Медалью предлагалось награждать всех служивших в Вооружённых силах или работавших в государственных ведомствах США в период с 2 сентября 1945 года (подписание акта о безоговорочной капитуляции Японии, окончание Второй мировой войны) по 26 декабря 1991 года (Декларация Верховного Совета СССР о прекращении существования СССР). Проект не был одобрен.
Хиллари Клинтон тогда заявила: «Наша победа в холодной войне стала возможной только благодаря готовности миллионов американцев в военной форме отразить угрозу, исходившую из-за железного занавеса. Наша победа в холодной войне стала огромным достижением, и те мужчины и женщины, которые проходили службу в то время, заслуживают награды»
Инициатор внесения законопроекта в нижнюю палату Конгресса конгрессмен-демократ Роберт Эндрюс заявил, что холодная война была глобальной военной операцией, которая была крайне опасной и порой смертельной для храбрых солдат, моряков, лётчиков и морских пехотинцев, участвовавших в этой кампании.
В конечном счёте предложение об учреждении медали не вошло в законопроект National Defense Authorization Act of 2008.

## Дизайн
Дизайн медали был разработан ведущим специалистом Института геральдики при армии США Нэйдином Расселом.
Медаль оформлена весьма необычно. На её лицевой стороне изображена аллегорическая фигура Свободы, сидящей на возвышении и обозревающей раскинувшийся перед ней ландшафт городка Фульда в Западной Германии. Именно это место в разгар «холодной войны» в США считалось наиболее вероятным направлением удара советских войск при вторжении в Европу.

## Альтернативные награды
Как награда за прекращение холодной войны была использована «Филадельфийская медаль Свободы» — её экс-президент США Джордж Буш-старший вручил единственному президенту СССР Михаилу Горбачёву на торжественной церемонии в Национальном конституционном центре США (Филадельфия, штат Пенсильвания) в сентябре 2008 года. Кавалеры этой медали получают также премию в размере 100 тысяч долларов США.